# Лагербильке, Густав (футболист)
Густав Юхан Лагербильке (швед. Gustaf Johan Lagerbielke; род. 10 апреля 2000[…], Стокгольм) — шведский футболист, защитник португальского клуба «Брага» и сборной Швеции.

## Клубная карьера
Начинал заниматься футболом в клубе «Стоксунд» в шестилетнем возрасте. Затем перебрался «Юрсхольм», где выступал за юношеские команды. 18 апреля 2017 года провёл первый матч за взрослую команду в рамках четвёртого дивизиона с «Беле Баркарбю». В общей сложности принял участие в пяти матчах. В 17-летнем возрасте попал в академию столичного АИК, в составе которого принимал участие в юношеских соревнованиях. Осенью 2018 года на правах аренды до конца сезона перешёл в «Соллентуну», выступавшую в первом дивизионе. До конца года принял участие в двух матчах команды. Весной 2019 года перешёл в клуб на постоянной основе, подписав контракт на два года.
7 декабря 2020 года перешёл в «Вестерос», подписав с клубом соглашение, рассчитанное на два года. 27 февраля дебютировал за клуб в матче группового этапа кубка Швеции с «Хальмстадом». В этом розыгрыше турнира «Вестерос» дошел до стадии полуфиналов, где уступил «Хеккену» со счётом 0:3. 12 апреля в первом туре нового чемпионата с «Эскильстуной» Лагербильке впервые сыграл в Суперэттане.
9 июля 2021 года подписал четырёхлетний контракт с «Эльфсборгом», который начинал своё действия с 1 января 2022 года. В августе стороны договорились о том, что игрок присоединится к клубу уже в летнее трансферное окно. 19 августа провёл первую игру за новый клуб в первом матче раунда плей-офф Лиги конференций с нидерландским «Фейеноордом», появившись на поле на 75-й минуте вместо Юхана Ларссона. 31 октября дебютировал в чемпионате Швеции во встрече с «Норрчёпингом», заменив в середине второго тайма финна Лео Вяйсянена.
16 августа 2023 года перешёл в шотландский «Селтик» за £3 миллиона, подписав пятилетний контракт.
27 августа 2024 года перешёл на правах аренды в нидерландский «Твенте».
8 июля 2025 года стал игроком португальского клуба «Брага», подписав пятилетний контракт до середины 2030 года. Сумма трансфера составила 2,56 млн евро. 24 июля дебютировал в матче Лиги Европы УЕФА против болгарского «Левски».

## Карьера в сборных
Выступал за юношеские сборные Швеции различных возрастов. 3 октября 2017 года дебютировал в составе сборной до 19 лет в товарищеском матче со сборной Швейцарии, выйдя в стартовом составе и проведя на поле все 90 минут.

## Клубная статистика
| Выступление      | Выступление      | Выступление      | Лига | Лига | Кубки | Кубки | Конт. кубки | Конт. кубки | Итого | Итого |
| Клуб             | Лига             | Сезон            | Игры | Голы | Игры  | Голы  | Игры        | Голы        | Игры  | Голы  |
| ---------------- | ---------------- | ---------------- | ---- | ---- | ----- | ----- | ----------- | ----------- | ----- | ----- |
| Юрсхольм         | Дивизион 4       | 2017             | 5    | 0    | 0     | 0     | 0           | 0           | 5     | 0     |
| Юрсхольм         | Итого            | Итого            | 5    | 0    | 0     | 0     | 0           | 0           | 5     | 0     |
| Соллентуна       | Дивизион 1       | 2018             | 2    | 0    | 0     | 0     | 0           | 0           | 2     | 0     |
| Соллентуна       | Дивизион 1       | 2019             | 16   | 1    | 2     | 1     | 0           | 0           | 18    | 2     |
| Соллентуна       | Дивизион 1       | 2020             | 29   | 0    | 5     | 1     | 0           | 0           | 34    | 1     |
| Соллентуна       | Итого            | Итого            | 47   | 1    | 7     | 2     | 0           | 0           | 54    | 3     |
| Вестерос         | Суперэттан       | 2021             | 15   | 3    | 4     | 1     | 0           | 0           | 19    | 4     |
| Вестерос         | Итого            | Итого            | 15   | 3    | 4     | 1     | 0           | 0           | 19    | 4     |
| Эльфсборг        | Аллсвенскан      | 2021             | 1    | 0    | 1     | 0     | 1           | 0           | 3     | 0     |
| Эльфсборг        | Аллсвенскан      | 2022             | 5    | 0    | 0     | 0     | 0           | 0           | 5     | 0     |
| Эльфсборг        | Итого            | Итого            | 6    | 0    | 1     | 0     | 1           | 0           | 8     | 0     |
| Всего за карьеру | Всего за карьеру | Всего за карьеру | 71   | 4    | 12    | 3     | 1           | 0           | 84    | 7     |